# Dagmar Killus
Dagmar Killus (* 1965) ist eine deutsche Erziehungswissenschaftlerin.

## Leben
Nach dem Studium der Pädagogik mit den Nebenfächern Psychologie und Soziologie an der Universität Bonn, Abschluss: Diplom (1985–1990), und der Promotion an der FU Berlin zum Dr. phil. bei Peter Martin Roeder (1997) ist sie seit 2010 Professorin für Erziehungswissenschaft unter besonderer Berücksichtigung der Unterrichtsforschung und der Allgemeinen Didaktik an der Universität Hamburg.
Ihre Forschungsschwerpunkte sind Evaluation von Lehr- und Lernprozessen, Professionalisierung von Lehrkräften, Unterrichts- und Schulentwicklung und Elternforschung.

## Schriften (Auswahl)
- Das Schulbuch im Deutschunterricht der Sekundarstufe I. Ergebnisse einer Umfrage unter Lehrern aus vier Bundesländern. Münster 1998, ISBN 3-89325-618-0.
- mit Martin Bonsen: Hilfen für Schüler in schwierigen Problemlagen. Externe Evaluation der Einrichtung regionaler Beratungs- und Unterstützungsstellen in Hamburg. Dortmund 2000, ISBN 3-932110-15-3.
- mit Claus G. Buhren und Sabine Müller: Wege und Methoden der Selbstevaluation. Ein praktischer Leitfaden für Schulen. Dortmund 2000, ISBN 3-932110-05-6.
- mit Klaus Jürgen Tillmann (Hrsg.): Eltern beurteilen Schule – Entwicklungen und Herausforderungen. Ein Trendbericht zu Schule und Bildungspolitik in Deutschland. Die 4. JAKO-O Bildungsstudie. Münster 2017, ISBN 3-8309-3666-4.